# Rychowo
Rychowo [pronunciación en polaco: /rɨˈxɔvɔ/] (Anteriormente alemán Groß Reichow) es un pueblo ubicado en el distrito administrativo de Gmina Białogard, dentro del Condado de Białogard, Voivodato de Pomerania Occidental, en el norte de Polonia occidental. Se encuentra aproximadamente a 12 kilómetros al suroeste de Białogard y a 102 kilómetros al noreste de la capital regional Szczecin.